# Parktown
Parktown ist ein Stadtteil der Metropolgemeinde City of Johannesburg in Südafrika. Er gehört zur Stadtregion F, der Innenstadt Johannesburgs.

## Geographie
Parktown (englisch; deutsch etwa: „Parkstadt“) liegt unmittelbar nördlich der Johannesburger City. 2011 lebten dort 6936 Menschen auf einer Fläche von 3,79 km².
Parktown liegt am Grat und am Nordhang des Witwatersrand südlich des Stadtteils Forest Town, westlich von Berea, nordwestlich von Hillbrow, nördlich von Braamfontein, östlich von Richmond und Melville und südöstlich von Westcliff. Das Gebiet westlich der Jan Smuts Avenue wird als Parktown West bezeichnet. Dort finden sich zahlreiche Alleen aus Jacaranda-Bäumen und Platanen.

## Geschichte
1890 kaufte der deutsche Kaufmann Eduard Lippert einen Teil der Braamfontein Farm und baute mit dem Marienhof ein erstes Haus auf dem Grat des Höhenzuges. Das Unternehmen Eckstein & Company plante dann den weiteren Bau des Stadtteils. Er wurde ab Anfang der 1890er Jahre von Randlords großzügig bebaut und entwickelte sich so zum Wohngebiet für Wohlhabende. Eine Rolle spielte auch die Lage auf der wärmeren und stadtabgewandten Nordseite des Witwatersrand. Somit kam es auch unter den privilegierten Weißen in den Wohngebieten zu einer Trennung unterschiedlicher sozialer Schichten. 1903 wurde Parktown West gegründet. Nach dem Zweiten Burenkrieg zogen viele Einwohner aus Doornfontein nach Parktown. Um 1975 wurde zahlreiche Häuser aus der Gründungszeit für den Bau des Motorway 1 abgerissen. Parktown entwickelte sich zum Universitäts- und Geschäftszentrum.

## Bauwerke
In Parktown stehen zahlreiche große Wohngebäude mit viktorianischer und edwardianischer Architektur, darunter Dysart House, Emoyeni, Gable Ends, Hazeldene Hall und Villa Arcadia, das 1898 im Stil eines Schweizer Chalets gebaut wurde. Hohenheim Hall gehörte zu den ersten Häusern des Stadtteils, wurde aber 1972 abgerissen. Dort lebte unter anderem James Percy FitzPatrick. Zu den Architekten gehörte Herbert Baker, der auch die Union Buildings in Pretoria entwarf. Unter anderem entwarf er sein eigenes Wohnhaus in Parktown, das Stonehouse. Um den Erhalt der historischen Gebäude kümmert sich der Parktown Heritage Trust.
Drei von fünf Campus der University of the Witwatersrand – zusammenfassend Parktown Campus genannt – befinden sich in Parktown. In der Sans Souci Road in Parktown West steht die Deutsche Schule Johannesburg.

## Verkehr
Der Motorway 1 (M1, Jan Smuts Avenue) trennt als Nordost-Südwest-Verbindung Parktown von Parktown West. Die Straßen im Stadtteil sind nicht, wie sonst in der Stadt meist üblich, rechtwinklig angelegt, sondern weisen auch unregelmäßige Formen auf.

## Sonstiges
- Parktown North ist ein Stadtteil, der nördlich von Parktown liegt und zu Randburg und damit der Stadtregion B gezählt wird. Der Stadtteil wurde für weniger reiche Bewohner errichtet.
- Parktown Prawn ist die ironische Bezeichnung für die in Südafrika endemische Weta-Art Libanasidus vittatus, die – in Swimmingpools ertrunken – angeblich oft für eine Garnele gehalten wird.